# Felsősárad
Felsősárad település Ukrajnában, a Beregszászi járásban.

## Fekvése
Nagyszőlőstől északkeletre, Alsósárad és Felsőveresmart közt fekvő település.

## Története
A település egykor a nagyszőlősi uradalomhoz tartozott, s annak sorsában osztozott.
Az 1910-es népszámláláskor 1055 lakosa volt, melyből 8 magyar, 112 német, 934 rutén, ebből 941 görögkatolikus, 112 izraelita volt.
A 20. század elején Felsősárad Ugocsa vármegye Tiszánnineni járásához tartozott.
Fényes Elek Történelmi Földrajzában írta a két Sárad településről: "Alsó- és Felső-Sárad, 2 orosz falu, Bereg-Ugocsa vármegyében, 728 görögkatolikus, 6 zsidó lakossal, 2 filia szentegyházzal. Határuk dombos, völgyes, Felső-Sáradé soványocska, de Alsó-Sáradé termékenyebb, erdejök szép. A nagyszőlősi uradalomhoz tartoznak. Utolsó postája Nagy-Szőlős."
A Pallas nagy lexikona: "Sárad (Felső), kisközség Ugocsa vármegye tiszánnineni járásában, (1891)-ben 1598 rutén lakossal."

## Itt született
- Román Antal görögkatolikus parókus  (1910. dec. 25.-Ungvár, 1990.)

1943-ban Bruszturán szolgált kökényesi (Ternove) parókusként. 1949-ben az aposztázia elutasítása miatt letartóztatták, majd 25 év munkatáborra, 5 év jogfosztásra és vagyonelkobzásra ítélték és Ungvárról 1949 augusztus. 26-án a GULAG-ra szállították. 1955 novemberében tért haza rokkantan, 1973-ig Ungváron dolgozott mint raktári munkás.